# Mesostenus clitellatus
Mesostenus clitellatus là một loài tò vò trong họ Ichneumonidae.